# Marie Nisser
Marie Nisser, född 1937 i Stockholm, död den 10 augusti 2011, var en svensk professor i industriminnesforskning.
Nisser bildade 1973 en internationell organisationen för bevarande av industriella kulturarv, TICCIH, och blev dess ordförande. På 1980-talet var hon docent vid konstvetenskapliga institutionen i Uppsala.
1992 utsågs hon till världens första professor (en forskningsrådsprofessur) i industriminnesforskning, och arbetade vid avdelningen för teknik- och vetenskapshistoria, Kungliga Tekniska Högskolan i Stockholm.
Nisser var även engagerad i historiska utskott vid Jernkontoret, Vattenfall och Skogsindustrierna.